# Milaan-San Remo 1948
De 39e editie van de wielerklassieker Milaan-San Remo werd gereden op 19 maart 1948. De wedstrijd werd gewonnen door de Italiaan Fausto Coppi die aan de finish een dikke vijf minuten sneller was dan zijn landgenoot Vittorio Rossello. Voor Coppi was het zijn tweede overwinning in Milaan-San Remo. Eerste Belg was Marcel Kint op een vijftiende plaats.

## Deelnemersveld
Er kwamen 174 wielrenners aan de start, waarvan er 72 de finish zouden halen.
| Deelnemende teams     | Deelnemende teams  |
| --------------------- | ------------------ |
| Alcyon-Dunlop         | Allegro            |
| Arbos                 | Atala              |
| Benotto               | Bianchi            |
| Casa Galindo          | Cilo               |
| Cimatti               | Dilecta            |
| Follis                | Legnano            |
| Lygie                 | Mercier-Hutchinson |
| Metroploe             | Mondia             |
| Pedal Notaria         | Tebag              |
| Viani                 | Viscontea          |
| Wilier-Triestina      | US Piombino        |
| GS Ferroviario Genova | Ursus              |
| Doniselli             | Fiorelli           |
| Rico                  |                    |

## Uitslag
| Milaan–San Remo 1948 |                    |                    |          |
| Plaats               | Naam               | Ploeg              | Tijd     |
| Winnaar              | Fausto Coppi       | Bianchi            | 7u33'20" |
| 2                    | Vincenzo Rossello  | Legnano            | + 5'17"  |
| 3                    | Fermo Camellini    | Metropole          | z.t.     |
| 4                    | Olimpio Bizzi      | Viscontea          | + 8'55"  |
| 5                    | Italo De Zan       | Atala              | z.t.     |
| 6                    | Sergio Maggini     | Wilier - Triestina | z.t.     |
| 7                    | Giordano Cottur    | Wilier - Triestina | z.t.     |
| 8                    | Bernard Gauthier   | Mercier-Hutchinson | z.t.     |
| 9                    | Enzo Bellini       | Cimatti            | z.t      |
| 10                   | Mario Vicini       | Bianchi            | z.t.     |
| 11                   | Gino Sciardis      | Mercier-Hutchinson | z.t.     |
| 12                   | Vittorio Seghezzi  | Lygie              | + 9'10"  |
| 13                   | Bruno Pasquini     | Bianchi            | z.t.     |
| 14                   | Severino Canavesi  | Viscontea          | z.t      |
| 15                   | Marcel Kint        | Mercier-Hutchinson | z.t.     |
| 16                   | Umberto Drei       | Benotto            | z.t.     |
| 17                   | Angelop Brignole   | Arbos              | z.t      |
| 18                   | Lucien Vlaemynck   | Alcyon-Dunlop      | z.t.     |
| 19                   | Prosper Depredomme | Bianchi            | + 10'23" |
| 20                   | Luigi Malabrocca   | -                  | + 10'25" |

1907 · 1908 · 1909 · 1910 · 1911 · 1912 · 1913 · 1914 · 1915 · 1916 · 1917 · 1918 · 1919 · 1920 · 1921 · 1922 · 1923 · 1924 · 1925 · 1926 · 1927 · 1928 · 1929 · 1930 · 1931 · 1932 · 1933 · 1934 · 1935 · 1936 · 1937 · 1938 · 1939 · 1940 · 1941 · 1942 · 1943 · 1944 · 1945 · 1946 · 1947 · 1948 · 1949 · 1950 · 1951 · 1952 · 1953 · 1954 · 1955 · 1956 · 1957 · 1958 · 1959 · 1960 · 1961 · 1962 · 1963 · 1964 · 1965 · 1966 · 1967 · 1968 · 1969 · 1970 · 1971 · 1972 · 1973 · 1974 · 1975 · 1976 · 1977 · 1978 · 1979 · 1980 · 1981 · 1982 · 1983 · 1984 · 1985 · 1986 · 1987 · 1988 · 1989 · 1990 · 1991 · 1992 · 1993 · 1994 · 1995 · 1996 · 1997 · 1998 · 1999 · 2000 · 2001 · 2002 · 2003 · 2004 · 2005 · 2006 · 2007 · 2008 · 2009 · 2010 · 2011 · 2012 · 2013 · 2014 · 2015 · 2016 · 2017 · 2018 · 2019 · 2020 · 2021 · 2022 · 2023 · 2024 · 2025
Lijst van beklimmingen